# La Maison rouge (film)
Pour les articles homonymes, voir Maison rouge.
Pour plus de détails, voir Fiche technique et Distribution.
La Maison rouge (titre original : The Red House) est un  film américain réalisé par Delmer Daves, sorti en 1947.

## Synopsis
Pete Morgan vit dans une ferme reculée avec sa sœur, Ellen, et sa fille adoptive, Meg. Celle-ci le persuade d'embaucher un camarade de classe, Nath Storm, dont elle est amoureuse, comme aide de ferme. La première journée de travail se passe sans problème jusqu'au moment où Nath annonce qu'il va rentrer chez lui en prenant un raccourci à travers le bois voisin. Pete devient alors fou de rage, lui interdisant de le faire, prétendant le bois maudit et hanté par de terrifiantes voix. Nath outrepasse l'interdiction, mais à mi-chemin, pris de panique, il fait demi-tour. Le week-end suivant, Nath et Meg décident d'explorer le bois afin de découvrir ce qui s'y cache. Apprenant que sa fille a enfreint l'interdit, Pete Morgan devient de plus en plus tourmenté...

## Fiche technique
- Titre : La Maison rouge
- Titre original : The Red House
- Réalisation : Delmer Daves
- Scénario : Delmer Daves et Albert Maltz (non crédité) d'après un roman de George Agnew Chamberlain
- Production : Sol Lesser
- Société de production : Sol Lesser Productions
- Société de distribution : United Artists
- Musique : Miklós Rózsa
- Photographie : Bert Glennon
- Montage : Merrill G. White
- Pays d'origine :  États-Unis
- Langue : anglais
- Format : noir et blanc – 35 mm – 1,37:1 – mono (Western Electric Sound System)
- Genre : thriller
- Durée : 100 minutes
- Dates de sortie : 
  - États-Unis : 16 mars 1947 (New York)
  - France : 21 juillet 1947

## Distribution
- Edward G. Robinson : Pete Morgan
- Lon McCallister : Nath Storm
- Judith Anderson : Ellen Morgan
- Rory Calhoun : Teller
- Allene Roberts : Meg Morgan
- Julie London : Tibby
- Ona Munson : Madame Storm
- Harry Shannon : Docteur Jonathan Byrne
- Arthur Space : Le shérif

Et, parmi les acteurs non crédités :
- Pat Flaherty : Un policier à moto
- Walter Sande : Don Brent